# CoRoT-7b
CoRoT-7b (trước đây có tên là CoRoT-Exo-7b) là ngoại hành tinh quay xung quanh ngôi sao CoRoT-7, trong chòm sao Kỳ Lân, cách Trái Đất 520 năm ánh sáng. Lần đầu tiên nó được phát hiện bằng đo đạc quang trắc trong nhiệm vụ CoRoT của Pháp và được báo cáo vào tháng 2 năm 2009. Cho đến khi tuyên bố phát hiện ra Kepler-10b vào tháng 1 năm 2011, nó là hành tinh nhỏ nhất có đường kính đo được là gấp 1,58 lần Trái Đất (tương đương thể tích bằng 3,95 lần thể tích Trái Đất), và có khả năng là hành tinh đất đá ngoài hệ Mặt Trời đầu tiên được tìm thấy. Hành tinh này cũng nổi bật với chu kỳ quỹ đạo rất ngắn, quay một vòng quanh ngôi sao chủ chỉ trong khoảng 20 giờ.

## Phát hiện
CoRoT-7b được tìm thấy bằng cách quan sát sự sụt giảm định kỳ trong cấp sao biểu kiến của ngôi sao chủ do quá trình quá cảnh của hành tinh này ở phía trước ngôi sao chủ khi nhìn từ Trái Đất. Đo đạc mức độ sụt giảm độ sáng này cùng với các ước tính kích thước cho ngôi sao cho phép tính toán kích thước của hành tinh. Chuyến khảo sát CoRoT đã khảo sát ngôi sao CoRoT-7, phạm vi sao LRa01, từ ngày 15 tháng 10 năm 2007 đến ngày 3 tháng 3 năm 2008. Trong thời gian này, 153 tín hiệu quá cảnh định kỳ là 1,3 giờ với độ sâu 3,4 × 10−4 đã được ghi nhận. Sau 40 ngày thu thập dữ liệu, các nhà thiên văn học đã phát hiện ra được một số tín hiệu của CoRoT- 7b, chuẩn bị bắt đầu xác định tính chất của nó.
Việc khám phá COROT-7b đã được công bố một năm sau đó vào ngày 3 tháng 2 năm 2009, trong Hội nghị chuyên đề CoRoT 2009 tại Paris. Nó đã được xuất bản trong số ra đặc biệt của tạp chí Thiên văn học và Vật lý thiên văn dành cho các kết quả từ CoRoT.

## Khối lượng
Sau khi phát hiện ra CoRoT-7b, các quan sát tiếp theo được thực hiện với một mạng lưới các kính viễn vọng ở mặt đất. Sau đó, quang phổ kế HARPS được sử dụng để đo khối lượng của CoRoT-7b bằng phương pháp vận tốc xuyên tâm. Hoạt động mạnh của ngôi sao chủ đã làm nhiễu các đo đạc vận tốc xuyên tâm và làm cho việc xác định khối lượng trở nên khó khăn.
Bài báo khám phá của Queloz và các cộng sự đã cho rằng hành tinh này có khối lượng khoảng 4,8 lần khối lượng Trái Đất, cho mật độ của nó là 5,6 ± 1,3 g cm−3, tương tự như Trái Đất.
Bài báo thứ hai của Hatzes và các cộng sự sử dụng phân tích Fourier đã báo cáo rằng CoRoT- 7b có khối lượng bằng 6,9 lần khối lượng Trái Đất và tìm ra các dấu hiệu cho thấy một hành tinh thứ ba trong hệ thống là CoRoT-7d có khối lượng tương tự như Sao Hải Vương và chu kỳ quỹ đạo 9 ngày.
Boisse và cộng sự, sử dụng sự kết hợp đồng thời hoạt động của ngôi sao và các tín hiệu hành tinh trong dữ liệu vận tốc xuyên tâm, đưa ra kết quả là CoRoT-7b có khối lượng khoảng 5,7 lần khối lượng Trái Đất, mặc dù với độ không chắc chắn rất lớn.
Nhóm CoRoT sau đó đã công bố một bài báo thứ hai về khối lượng của CoRoT-7b, cho rằng hành tinh này nặng 7,42 lần khối lượng Trái Đất.
Nghiên cứu năm 2011 của Ferraz-Mello và cộng sự đã cải tiến cách tiếp cận được sử dụng, cho thấy nó làm giảm biên độ vận tốc xuyên tâm của hành tinh. Báo cáo cho thấy CoRoT-7b có khối lượng nặng hơn 8 lần khối lượng Trái Đất, phù hợp với bài báo thứ hai do nhóm CoRoT xuất bản. Do đó, CoRoT-7b có thể là hành tinh đất đá với một lõi sắt lớn và có một cấu trúc bên trong giống như Sao Thủy hơn là giống với Trái Đất.

## Quan sát của kính viễn vọng Spitzer
Một xác nhận độc lập về CoRoT-7b như một hành tinh được cung cấp trong các quan sát được thực hiện trong không gian của Kính viễn vọng Không gian Spitzer. Các quan sát của nó đã khẳng định sự quá cảnh của hành tinh, với cùng một độ sâu, ở các bước sóng khác nhau so với những gì được CoRoT quan sát. Dữ liệu sau đó cho phép xác nhận CoRoT-7b như là một hành tinh thật sự, với độ chắc chắn cao, không phụ thuộc vào các dữ liệu vận tốc xuyên tâm bị gây nhiễu.

## Đặc điểm

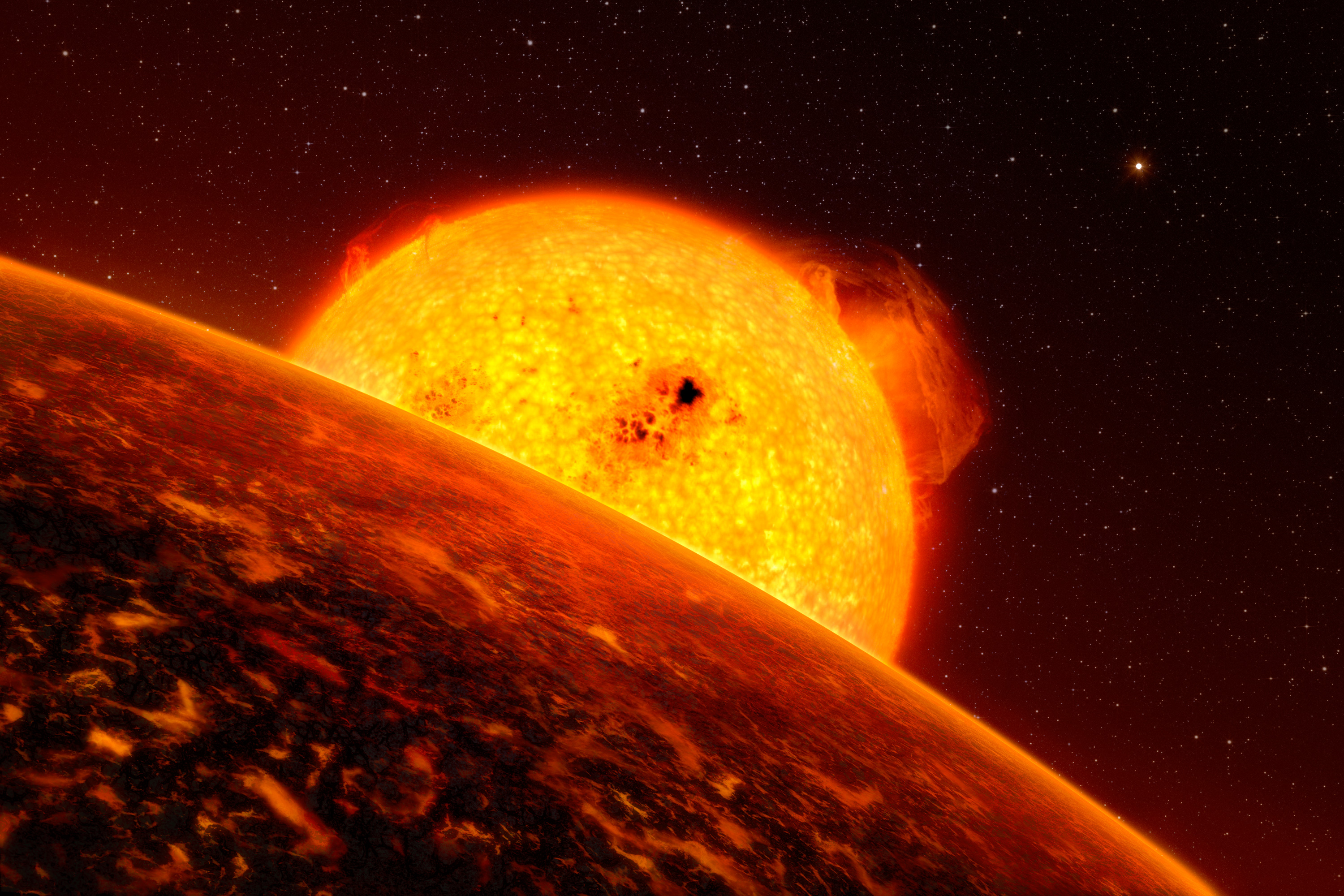
Ấn tượng nghệ sĩ về CoRoT-7b.
Ghi công: ESO/L. Calçada.

Mặc dù khối lượng của CoRoT-7b vẫn chưa được khẳng định chắc chắn, với dự đoán khoảng từ 2 đến 8 lần khối lượng Trái Đất, nhưng bán kính và chu kỳ quỹ đạo của nó được biết đến từ  các đo đạc quang trắc CoRoT: nó quay quanh rất gần ngôi sao mẹ (bằng 1/23 lần khoảng cách từ Sao Thủy đến Mặt Trời) với chu kỳ quỹ đạo 20 giờ 29 phút 9,7 giây và có bán kính bằng 1,58 lần bán kính Trái Đất. CoRoT-7b có quỹ đạo ngắn nhất trong bất kỳ hành tinh nào được biết đến vào thời điểm phát hiện ra nó.
CoRoT-7b có nhiệt độ bề mặt tối đa từ 1.800 đến 2.600 °C (3.300 đến 4.700 độ Fahrenheit). Do nhiệt độ cao, nó có thể được bao phủ trong dung nham. Thành phần và mật độ của hành tinh làm cho CoRoT-7b có thể là một hành tinh đất đá, giống như Trái Đất. Nó có thể thuộc về một lớp các hành tinh được cho là có chứa tới 40% nước (ở dạng băng hoặc hơi). Tuy nhiên, thực tế là nó hình thành gần với ngôi sao chủ của nó nên có thể là nó đã cạn kiệt các chất dễ bay hơi. Nghiên cứu lý thuyết cho thấy CoRoT-7b có thể là một hành tinh Chthon (phần còn lại của một hành tinh giống Sao Hải Vương mà phần lớn khối lượng ban đầu đã bị loại bỏ do gần với ngôi sao mẹ). Các nhà nghiên cứu khác phản đối điều này, và kết luận CoRoT-7b luôn là một hành tinh đất đá. Bất kỳ sự chuyển hướng nào từ quỹ đạo của nó (do ảnh hưởng của ngôi sao và các hành tinh lân cận) có thể tạo ra hoạt động núi lửa mạnh tương tự như của Io, thông qua nung nóng thủy triều.
Một nghiên cứu chi tiết về các thuộc tính của CoRoT-7b đã được công bố và kết luận rằng bất chấp sự không chắc chắn về khối lượng, hành tinh này giống như Trái Đất. Mức độ cực gần với ngôi sao của nó ngăn ngừa sự hình thành của một bầu khí quyển đáng kể, với bán cầu mặt ban ngày nóng như sợi dây tóc wolfram của một bóng đèn nóng sáng, dẫn đến sự hình thành của một đại dương dung nham. Các nhà nghiên cứu đề xuất đặt tên cho lớp hành tinh mới này là "hành tinh đại dương dung nham".

### Phía bên trong
Sự không chắc chắn trong khối lượng CoRoT-7b không cho phép xác định mô hình chính xác về cấu trúc hành tinh này. Tuy nhiên, phỏng đoán vẫn có thể được đưa ra. Giả sử một hành tinh có khối lượng bằng 5 lần Trái Đất, hành tinh này được mô hình hóa để có sự đối lưu trong lớp phủ với một lõi nhỏ không quá 15% khối lượng của hành tinh, hoặc 0,7 M🜨. Lớp phủ dưới nằm ở ranh giới lớp lõi - lớp phủ có sự đối lưu chậm hơn so với lớp phủ trên vì áp lực lớn hơn làm cho chất lưu trở nên nhớt hơn. Nhiệt độ của lớp phủ đối lưu trên là khác biệt giữa hai mặt của hành tinh này, với các khác biệt nhiệt độ ở bên cho các dòng chất lưu chui xuống có thể lên tới vài trăm K. Tuy nhiên, nhiệt độ của các dòng chất lưu dâng lên không chịu ảnh hưởng bởi các biến thiên nhiệt độ của dòng chất lưu chui xuống cũng như của bề mặt. Ở mặt là ban ngày vĩnh cửu của hành tinh bị khóa thủy triều này, nơi mà nhiệt độ bề mặt là nóng bỏng do liên tục bị ánh sáng của ngôi sao chủ thiêu đốt, bề mặt cũng tham gia vào sự đối lưu, đó là bằng chứng cho thấy toàn bộ bề mặt của bán cầu này được bao phủ trong các đại dương dung nham. Ở mặt là ban đêm vĩnh cửu, bề mặt là đủ lạnh để tạo thành một lớp vỏ nằm trên bể dung nham ở lớp phủ đối lưu với hoạt động núi lửa dữ dội. Mặt ban ngày của hành tinh này có các tế bào đối lưu lớn hơn so mặt ban đêm. Các nhà nghiên cứu cũng đã điều tra trạng thái vật lý của cấu trúc bên trong CoRoT-7b, cho thấy có thể đó là một lõi sắt rắn, do đó có thể sẽ không có một từ trường tự sinh trên hành tinh này.

### Khả năng có khí quyển
Do nhiệt độ cao trên mặt được chiếu sáng của hành tinh và khả năng tất cả các chất dễ bốc hơi trên bề mặt đã cạn kiệt, sự bốc hơi đá silicat có thể tạo ra một bầu khí quyển mong manh (với áp suất gần 1 Pa hoặc 10−2 mbar ở 2.500 K) bao gồm chủ yếu là natri, O2, O và silic monoxit, cũng như một lượng nhỏ kali và các kim loại khác. Magie (Mg), nhôm (Al), calci (Ca), silic (Si) và sắt (Fe) có thể rơi xuống như mưa từ một bầu khí quyển như vậy ở mặt được chiếu sáng dưới dạng các hạt khoáng vật như enstatit, corundum và spinel, wollastonit, silica, và sắt(II) oxit, có thể ngưng tụ ở độ cao dưới 10 km. Titan (Ti) có thể bị cạn kiệt (sắt cũng tương tự) do vận chuyển về phía mặt ban đêm trước khi ngưng tụ thành perovskit và geikelit. Natri (và ở mức độ thấp hơn là kali) do dễ bay hơi nên sẽ ít bị ngưng tụ thành mây và sẽ chiếm ưu thế trong các lớp ngoài của bầu khí quyển. Các quan sát được thực hiện với quang phổ UVES trên CoRoT-7b trong và ngoài quá cảnh để tìm kiếm các vạch phát xạ và hấp thụ có nguồn gốc từ bầu khí quyển bên ngoài của hành tinh này đều không phát hiện được bất kỳ đặc trưng có ý nghĩa nào. Các vạch quang phổ của calci (Ca I, Ca II) và natri (Na) được dự kiến cho một hành tinh giống Sao Thủy đều vắng mặt hoặc thấp hơn giới hạn phát hiện, và ngay cả các vạch phát xạ được dự kiến từ hoạt động núi lửa, do các lực thủy triều tạo ra từ sự hấp dẫn của ngôi sao chủ cận kề, cũng không được tìm thấy. Việc thiếu vắng các phát hiện là phù hợp với nghiên cứu lý thuyết được trích dẫn trước đó, cho thấy một bầu khí quyển không mây được tạo ra từ đá bốc hơi có áp suất rất thấp. Từ dữ liệu sẵn có, các nhà khoa học chỉ có thể suy ra rằng CoRoT-7b không giống với bất kỳ hành tinh đất đá nào của hệ Mặt Trời.